# アレハンドロ・サエス
アレハンドロ・サエス（Alejandro Saez、1987年2月7日 - ）は、チリのプロレスラー。

## 略歴
2004年にチリのXNLにおいて、エクストラ・ラージのリングネームでパーフェクト・バンディを相手にデビュー。
2013年2月、南米各地で開催された南米プロレストーナメント「TORNEO LATINO AMERICANO DE LUCHA LIBRE」に出場するが、1回戦で森嶋猛にピンフォール負けを喫した。
2014年1月にプロレスリング・ノアへ留学生として初来日。約3か月間日本に滞在し、道場に住み込んで日本人選手とともにトレーニングや雑務を行った。
帰国後は、所属していたチリのXNLでの活動を中心にしつつ、メキシコ、アメリカでも活動した。また、リングネームもアレハンドロ・サエスへ改称。
2016年、米国のWWEに参戦してWWEクルーザー級クラシックに登場。
11月、2度目の来日を果たし、グローバル・リーグ戦へ出場。Bブロックにエントリーされ、3勝4敗の勝ち点6で8選手中7位に終わった。
12月2日に鈴木軍を離脱し、12月3日に鈴木みのるとの遺恨対決を制した杉浦貴が、1人でノアで反体制として闘っていく旨を示した。これを受けて、アレハンドロ・サエスがいち早く反応し、杉浦との共闘を内田雅之へ申し出る。これにより、12月シリーズで杉浦とのタッグを多く組むこととなり、杉浦とタッグを組んだ試合は全て勝利となった。
2017年1月も引き続きノアへ参戦し、杉浦とのタッグも継続していたが、家族の緊急事態が発生したために急遽帰国することとなった。

## 得意技
ムーンサルト・プレス
シューティング・スター・プレス
スパイラル・タップ
パワーボム

## タイトル歴
- XNL世界王座
- LWAタッグ王座
- X-LAWジュニアヘビー級王座